# Felsenstachelmaus
Die Felsenstachelmaus (Mus saxicola) ist ein auf dem indischen Subkontinent verbreitetes Nagetier in der Gattung der Mäuse. Sie zählt zur Untergattung Pyromys, die weitere Arten Indiens, Sri Lankas und Südostasiens umfasst. Eine Population mit weichem Fell, die 1914 als Mus gurkha beschrieben wurde, stellt laut Mammal Species of the World (2005) ein Synonym dieser Art dar, was in weiteren Studien geprüft werden sollte.

## Merkmale
Diese mittelgroße Maus erreicht eine Kopf-Rumpf-Länge von 71 bis 112 mm, eine Schwanzlänge von 53 bis 96 mm sowie ein Gewicht von 18 bis 22 g. Die Hinterfüße sind 16 bis 19 mm lang. Das mehr oder weniger stachlige Fell hat oberseits eine sandbraune bis dunkel graubraune Farbe. Unterseits kommt schmutzig weißes Fell vor. Am Schwanz ist die Unterseite erkennbar heller. Weibchen besitzen 10 oder 12 paarig angeordnete Zitzen. Der diploide Chromosomensatz enthält 22 bis 26 Chromosomen.

## Verbreitung und Lebensweise
Diese Maus hat mehrere disjunkte Populationen in Pakistan, Indien und Nepal. Sie lebt im Flachland und in Gebirgen bis 1000 Meter Höhe. Die Felsenstachelmaus bevorzugt trockene Laubwälder und Gebüschflächen. Sie besucht andere Landschaften wie Grasflächen, Landwirtschaftsgebiete, felsige Regionen mit spärlichem Bewuchs und meidet kalte Wüsten. Die Art siedelt sich gelegentlich auf Ödland an, auf dem neue Vegetation entsteht.
Die Exemplare halten sich auf dem Boden auf und sind nachtaktiv. Sie graben in der Laubschicht und im weichen Erdreich.

## Gefährdung
Die IUCN listet die Felsenstachelmaus als nicht gefährdet (least concern) aufgrund fehlender Bedrohungen und einer stabilen Gesamtpopulation.